# Exo-CBX
Exo-CBX (estilizado como EXO-CBX; hangul: 엑소-첸백시, também conhecido como CBX ou ChenBaekXi) é a primeira subnidade(unit) oficial do grupo Sul-Coreano EXO, formada pela S.M. Entertainment em 2016. A subnidade é composta por Chen, Baekhyun e Xiumin.

## História

### 2016–2017:Hey Mama!eGirls
Em 29 de julho de 2016, Chen, Baekhyun e Xiumin apareceram no VCR intitulado Reservoir Idols da turnê de concertos EXO Planet ＃3 - The EXO'rDIUM do EXO. Eles então lançaram a canção "For You" como parte da trilha sonora da série Moon Lovers: Scarlet Heart Ryeo da SBS em 23 de agosto de 2016, onde surgiram especulações que eles formariam uma subunidade. Em 5 de outubro, a S.M. Entertainment confirmou que eles formariam a primeira subunidade do EXO. Em 23 de outubro, performaram "For You" pela primeira vez como uma subunidade no Busan One Asia Festival. Em 24 de outubro, foi anunciado que a subunidade seria EXO-CBX, usando a primeira letra dos nomes artísticos dos membros.
EXO-CBX lançou seu extended play de estreia, Hey Mama!, contendo cinco faixas com uma variedade de gêneros, incluindo EDM, R&B ballad e retro pop, em 31 de outubro. O EP alcançou a primeira posição no World Albums da Billboard. O grupo realizou sua apresentação de estreia no M! Countdown em 3 de novembro de 2016. Em 6 de novembro, a S.M. Entertainment lançou através de seu canal no YouTube um clipe especial de "The One", lançado anteriormente na turnê de concertos EXO Planet ＃3 - The EXO'rDIUM como um VCR. Hey Mama! liderou o Billboard World Albums Chart e Gaon Álbum Chart. Em 15 de novembro, o grupo ganhou seu primeiro troféu em um programa musical no The Show com "Hey Mama!". Mais tarde, em novembro, EXO-CBX gravou um remake da trilha sonora original "Crush U" para o jogo Blade & Soul. Eles interpretaram a música em 18 de novembro no show N-Pop Showcase, parte do torneio do campeonato mundial do Blade & Soul de 2016.
Em 10 de março de 2017, a subunidade revelou através de uma transmissão ao vivo que faria sua estreia no Japão em maio do mesmo ano. Em 1 de abril, foi anunciado que EXO-CBX lançaria seu EP de estreia japonesa, intitulado Girls, em 24 de maio do mesmo ano. A versão curta do vídeo musical para a faixa-título "Ka-CHING!" foi lançada em 1 de maio. Em 14 de junho, foi anunciado para lançar a música-tema da animação Running Man.

### 2018–presente:Blooming DayseMagic
Em 8 de março de 2018, foi confirmado que a subunidade faria seu retorno coreano em abril. Em 20 de março, foi anunciado que EXO-CBX lançaria seu primeiro álbum de estúdio japonês, intitulado Magic, em 9 de maio. Em 24 de março, o grupo lançou a trilha sonora Someone Like You para o drama sul-coreano Live. Em 10 de abril, a subunidade lançou seu segundo EP coreano, intitulado Blooming Days, de faixa título homônima, e com sete faixas ao total.

## Integrantes
- Xiumin (hangul: 시우민), nascido Kim Min-seok (hangul: 김민석) em Guri, Gyeonggi, Coreia do Sul em 26 de março de 1990 (34 anos). É o líder do grupo.
- Baekhyun (hangul: 백현), nascido Byun Baek-hyun (hangul: 변백현) em Bucheon, Gyeonggi, Coreia do Sul em 6 de maio de 1992 (32 anos).
- Chen (hangul: 첸), nascido Kim Jong-dae (hangul: 김종대) em Siheung, Gyeonggi, Coreia do Sul em 21 de setembro de 1992 (32 anos).

## Discografia

### Discografia coreana
Extended plays
- 2016: Hey Mama!
- 2018: Blooming Days

### Discografia japonesa
Álbuns de estúdio
- 2018: Magic

Extended plays
- 2017: Girls

## Filmografia

### Web
| Ano  | Título                  | Papel       |
| ---- | ----------------------- | ----------- |
| 2016 | EXO-CBX Hot Debut Stage | Eles mesmos |

## Videografia
| Canção          | Ano  | Notas                   |
| --------------- | ---- | ----------------------- |
| "Hey Mama!"     | 2016 |                         |
| "The One"       | 2016 | Com a aparição de Suho. |
| "Crush U"       | 2016 | Blade & Soul OST        |
| "Ka-CHING!"     | 2017 |                         |
| "Blooming Days" | 2018 |                         |

## Prêmios e indicações

### Mnet Asian Music Awards
| Ano  | Categoria                       | Recipiente | Resultado |
| ---- | ------------------------------- | ---------- | --------- |
| 2017 | Melhor estilo asiático no Japão | EXO-CBX    | Venceu    |

### Programas musicais
The Show
| Ano  | Data           | Canção      |
| ---- | -------------- | ----------- |
| 2016 | 15 de novembro | "Hey Mama!" |